# Julepynt
 Der er for få eller ingen kildehenvisninger i denne artikel, hvilket er et problem. Du kan hjælpe ved at angive troværdige kilder til de påstande, som fremføres i artiklen.

Julepynt er forskellige former for pynt, som benyttes i forbindelse med julen. Mange typer julepynt hænges på juletræet (men eksempelvis kravlenisser gør ikke). Julepynt består ofte af figurer og emner, der forbindes med julen, f.eks. julenisser, grantræer, julehjerter, kræmmerhus og gaver. Julepynt kan være klippet ud af papir eller bestå af træ- eller metalfigurer, ligesom naturmaterialer som gran og kogler bruges til at pynte op med i juletiden.

## Spiseligt træ
I 1700-tallet var det meste pynt lavet af sukker, papirroser og forgyldte æbler. I Berlin brugte man i årene 1755 forgyldte kartofler på juletræet. Julepynten i Danmark skiftede, som tiden gik. I 1829 havde man fået alle mulige slags sukkerting på træet, sukker-dukker og -børn. Beviset for, at julepynten så sådan ud, har vi i bogen Peters jul skrevet af Johan og Pietro Krohn. Julesalmen ”Højt fra træets grønne top”, der er skrevet af Peter Faber om hans egen familie, forklarer også, hvordan juletræet så ud i 1848.

## Ældste genbrugelige julepynt
Ældste julepynt var jakobsstigen og topstjernen. De stammer begge fra Tyskland. I 1800-tallet hængte man også engle på træet. De ansås som budbringere og skulle derfor også på træet. Man producerede også topnisser og en papstok til at sætte på toppen. 1900-tallet lavede man også glas til toppen, men det gik hurtigt af mode. De hyppigst brugte farver på træet var rød, hvid og blå, som var Slesvig-Holstens farver.

### Julehjertet
H.C. Andersen flettede det tidligste kendte eksempel på et julehjerte. Det var i midten af 1800-tallet, hvor han til familien Ørsted lavede et flettet julehjerte i gult og grønt papir. Senere i 1871 kom den første skabelon af et julehjerte (også kaldet hjerteformet kræmmerhus). I 1943 bestemte man, at 23. december skulle være julehjertedag.

## Lys på grene
Man begyndte med at sætte vokslys fast i ler på grenene. Senere i 1800-tallet brugte man nåle. En klog mand, Charles Kirchof fra Tyskland, opfandt en lyseholder bestående af en stang, der holdt en kontravægt på grenen. Den eneste ulempe ved dette var, at grenen bøjede nedad. Denne opdagelse blev hurtigt bragt til Danmark, og i 1880'erne sås de på de første juletræer, men det elektriske lys kom på banen i 1920, og da dette var mere sikkert og mere praktisk, er det med tiden blevet udbredt.

## Galleri
- Glaskugle.
- Sukkertop på juletræ.
- Kopi af H.C. Andersens julehjerte udført i gult og grønt papir.
- Papmachelommeur på juletræ i Nationalmuseets Klunkehjem.
- Julemand i gynge lavet af vat og garn i Nationalmuseets Klunkehjem.